# 可足渾譚
可足渾譚（4世纪？—397年）又作可足渾潭，遼東鮮卑族人，可足渾氏，五胡十六国時代後燕人物。
383年十二月、前秦冠軍将軍慕容垂率兵三万出镇鄴城，可足浑譚集兵留在河内郡沙城。384年正月，可足浑譚集兵二万余人，攻克野王（今河南省沁陽市）。率军向鄴城，与慕容垂汇合。慕容垂封他为新平公。397年四月，開封公慕容詳僭称皇帝，任命可足浑譚为車騎大将軍、尚書令，七月，慕容詳将他誅殺。